# 응우옌푹뉴마이
응우옌푹뉴마이(Nguyễn Phúc Như Mai, 1905년 8월 17일~1999년 11월 1일)는 베트남 응우옌 왕조의 황녀이다. 함응이의 1번째 딸로, 어머니는 마르셀 라오이다.